# Schizonycha lepidophora
Schizonycha lepidophora är en skalbaggsart som beskrevs av Moser 1914. Schizonycha lepidophora ingår i släktet Schizonycha och familjen Melolonthidae. Inga underarter finns listade i Catalogue of Life.